# Jerzy Zielonka
Jerzy Zielonka (ur. w 1943 w Kościanie, zm. 21 lipca 2023) – dziennikarz, regionalista, działacz społeczny. 

## Życiorys
Absolwent Wyższej Szkoły Ekonomicznej w Poznaniu (magister ekonomii). Współpracownik „Głosu Wielkopolskiego” (1968-1972), kierownik leszczyńskiego oddziału „Gazety Poznańskiej” (1973-1979), zastępca redaktora naczelnego i dziennikarz „Panoramy Leszczyńskiej” (od 1979), współtwórca i redaktor „Wiadomości Kościańskich” (od 1988), publicysta „Gazety Kościańskiej” (od 1999).
Autor kilku tysięcy publikacji prasowych o tematyce historycznej, licznych opracowań naukowych i popularnonaukowych, książek i monografii.
Specjalista w dziedzinie problemów historii najnowszej, głównie dziejów oręża wielkopolskiego i działalności konspiracyjnych organizacji niepodległościowych w latach 1939-1945.

## Wybrane publikacje
- Piotr Bauer, Jerzy Zielonka, „Żołnierska droga przez mękę”, Kościan, Towarzystwo Miłośników Ziemi Kościańskiej, Biblioteczka „Wiadomości Kościańskich”, 1990.
- Jerzy Zielonka, „W cieniu swastyki”, Leszno, Panorama Leszczyńska, 2004, ISBN 83-912215-4-7.